# Impekoven (Familie)
Die Familie Impekoven besteht aus
- Toni Impekoven (1881–1947), deutscher Bühnenautor und Theaterintendant ⚭ Frieda Impekoven (1880-nach 1965), Gerechte unter den Völkern
  - Niddy Impekoven (1904–2002), deutsche Tänzerin
  - Adelaide Linder-Impekoven (1907–1991), Schwester von Niddy
- Sabine Impekoven (1889–1970), deutsche Schauspielerin, Schwester von Toni, Schwägerin von Frieda, Tante von Niddy
- Leo Impekoven (1873–1943), deutscher Bühnenbildner
- Lorenz Impekoven (1909–1969), deutscher Schauspieler, Sänger, Kabarettist, Tänzer und Regisseur

## Quelle
- Lexikon der Gerechten unter den Völkern: Deutsche und Österreicher, Band 1 bei Google Books